# U-904
Unterseeboot 904 foi um submarino alemão do Tipo VIIC, pertencente a Kriegsmarine que atuou durante a Segunda Guerra Mundial.

## Comandantes
| Comandante             | Data                                            |
| ---------------------- | ----------------------------------------------- |
| Oblt. Detlev Fritz     | 25 de setembro de 1943 - 30 de novembro de 1943 |
| Oblt. Dieter Erdmann   | 1 de dezembro de 1943 - 15 de junho de 1944     |
| Oblt. Günter Stührmann | 16 de junho de 1944 - 4 de maio de 1945         |

## Subordinação
Durante o seu tempo de serviço, esteve subordinado às seguintes flotilhas:
| Período                                          | Flotilha                                 |
| ------------------------------------------------ | ---------------------------------------- |
| 25 de setembro de 1943 - 28 de fevereiro de 1945 | 23. Unterseebootsflottille (treinamento) |
| 1 de março de 1945 - 4 de maio de 1945           | 5. Unterseebootsflottille (treinamento)  |